# Іштеряково
Іштеря́ково (рос. Иштеряково, башк. Иштирәк) — присілок у складі Ілішевського району Башкортостану, Росія. Входить до складу Карабашевської сільської ради.
Населення — 492 особи (2010; 552 у 2002).
Національний склад:
- башкири — 82 %